# Sveta Walburga
Sv. Walburga (Devon, 710. – Heidenheim, 25. veljače 777./9.), engleska misionarka u Njemačkoj i katolička svetica.

## Životopis
Rođena je u plemićkoj obitelji anglosaksonskog plemića Svetog Rikarda i Winne, sestre sv. Bonifacija. Sestra je svetih Wilibalda i Winibalda. Kada joj je bilo deset godina umire joj otac, te je odgojena u samostanu Wimborne.
735. odlazi u Njemačku kako bi širila kršćanstvo. 752. Walburga se preselila u dvojni samostan u Heidenheimu, koji je utemeljio njezin brat Wunibald. Nakon njegove smrti Sveta Walburga je 761. preuzela vodstvo samostana. Sveta Walburga je umrla 25. veljače 777. ili 779. godine u Heidenheimu. Njezine kosti su 870. donesene u novosagrađenu crkvu Svete Walburge u Eichsättu.

## Poveznice
- Valpurgina noć